# Prêmio Daniel E. Noble IEEE
O Prêmio Daniel E. Noble IEEE (em inglês:  IEEE Daniel E. Noble Award) é um prêmio do campo da tecnologia concedido pelo Instituto de Engenheiros Eletricistas e Eletrônicos (IEEE) para contribuições a tecnologias emergentes. É nomeado em memória de Daniel E. Noble. O prêmio foi estabelecido pela diretoria do IEEE em 2000, substituindo o antigo Prêmio Memorial Morris N. Liebmann IEEE.
O prêmio pode ser concedido a um indivíduo ou equipe de até três pessoas.
Os laureados recebem uma medalha de bronze, um certificado e uma quantia em dinheiro.

## Laureados
- 2001 - Katsutoshi Izumi
- 2002 - Masataka Nakazawa
- 2003 - Kenichi Iga
- 2004 - Larry J. Hornbeck
- 2005 - David L. Harame
- 2006 - Carlos A. Paz de Araujo
- 2007 - Stephen R. Forrest
- 2007 - Richard H. Friend
- 2007 - Ching W. Tang
- 2008 - James M. Daughton
- 2008 - Stuart Parkin
- 2008 - Saied Tehrani
- 2009 - Larry Weber
- 2010 - Shinichi Abe
- 2010 - Shoichi Sasaki
- 2010 - Takehisa Yaegashi
- 2011 - Mark L. Burgener
- 2011 - Ronald Reedy
- 2012 - Subramanian S. Iyer
- 2013 - Jan P. Allebach
- 2014 - Gabriel M. Rebeiz
- 2015 - Khalil Najafi
- 2016 - Mark G. Allen[1]
- 2017 - Miguel Nicolelis
- 2018 - Rajiv Joshi[2]
- 2019 - Thomas Kenny[3]
- 2020 - Miroslav Micovic